# هیرومی ناکاشیما
هیرومی ناکاشیما (انگلیسی: Hiromi Nakashima؛ زادهٔ ۸ اوت ۱۹۹۳) بازیکن فوتبال اهل ژاپن است.